# Xue Muqiao
Xue Muqiao (chiń. 薛暮桥), właśc. Xue Yulin (chiń. 薛雨林; ur. 25 października 1904, zm. 22 lipca 2005) – chiński ekonomista.

## Życiorys
Pochodził z Wuxi w prowincji Jiangsu. W połowie lat 20. wstąpił do Komunistycznej Partii Chin, w latach 1927–1930 był więziony przez władze kuomintangowskie za działalność komunistyczną. Podczas pobytu w więzieniu zaczął studiować ekonomię.
Po powstaniu Chińskiej Republiki Ludowej sprawował szereg funkcji urzędniczych, był m.in. dyrektorem państwowego urzędu statystycznego. Opowiadał się za ograniczeniem centralnego planowania w zarządzaniu gospodarką. W okresie rewolucji kulturalnej więziony. 
Za rządów Deng Xiaopinga w latach 80. był jednym z architektów reform gospodarczych. Pod koniec życia cierpiał na chorobę Parkinsona. Zmarł w wieku 100 lat.